# FIFA Football 2003
FIFA Football 2003, känt som FIFA Soccer 2003 i Nordamerika, är ett fotbollsspel från Electronic Arts, och släpptes i oktober 2002. Omslaget pryds av Edgar Davids, Ryan Giggs och Roberto Carlos.

### Fotnoter
1. ↑  ”FIFA Soccer 2003” (på engelska). Mobygames. 22 mars 2002. http://www.mobygames.com/game/fifa-soccer-2003. Läst 18 juni 2016.